# Tyrrell 020
Chronologie des modèles (1991)
Tyrrell 019 Tyrrell 020B
La Tyrrell 020 est la monoplace de Formule 1 engagée par l'écurie britannique Tyrrell Racing dans le cadre du championnat du monde de Formule 1 1991. Elle est pilotée par l'Italien Stefano Modena, en provenance de l'écurie Brabham, et le Japonais Satoru Nakajima, qui effectue sa deuxième saison chez Tyrrell. La 020 se distingue de sa devancière, la Tyrrell 019, par son moteur V10 Honda.

## Historique

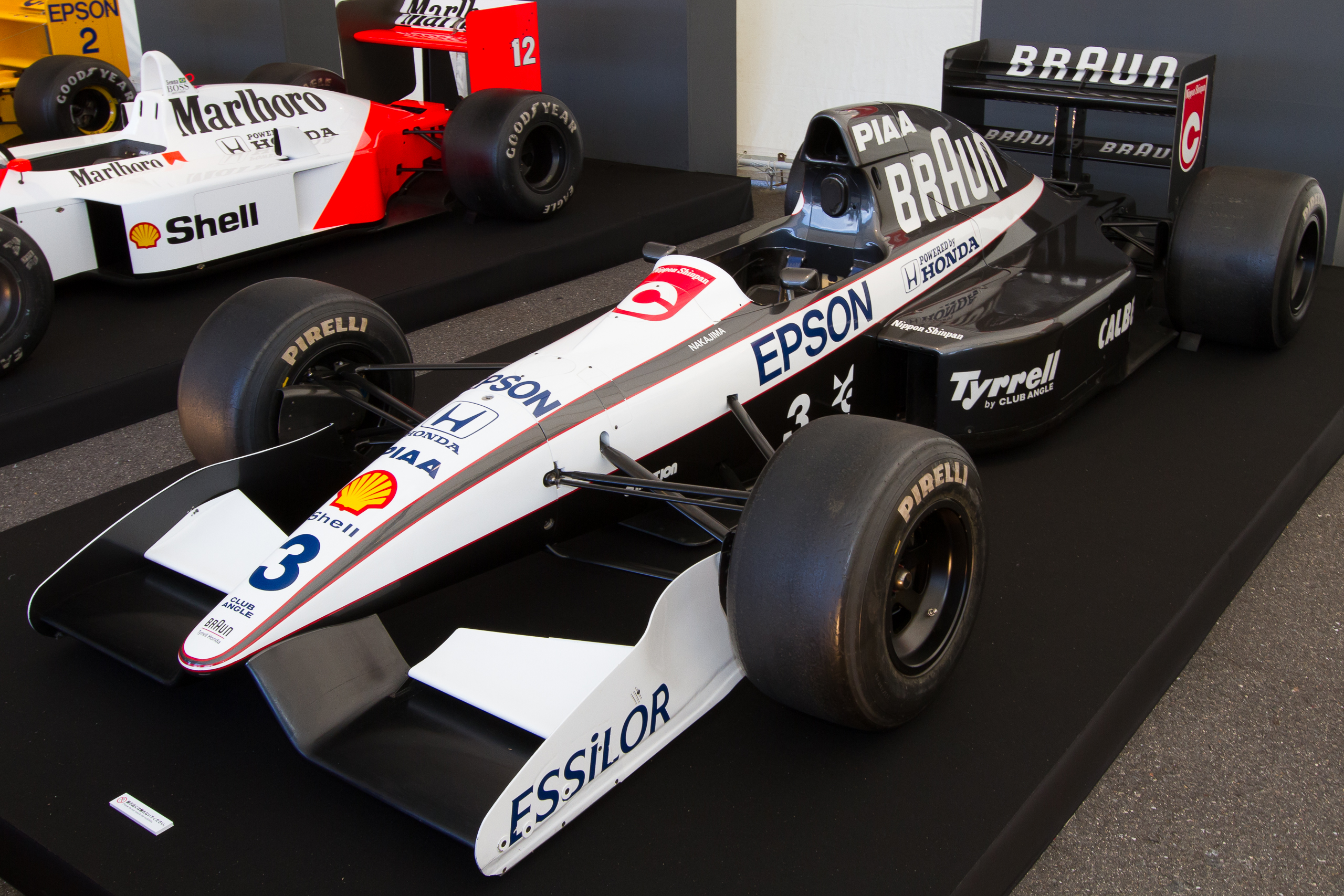
La Tyrrell 020 de Nakajima exposée à Suzuka.

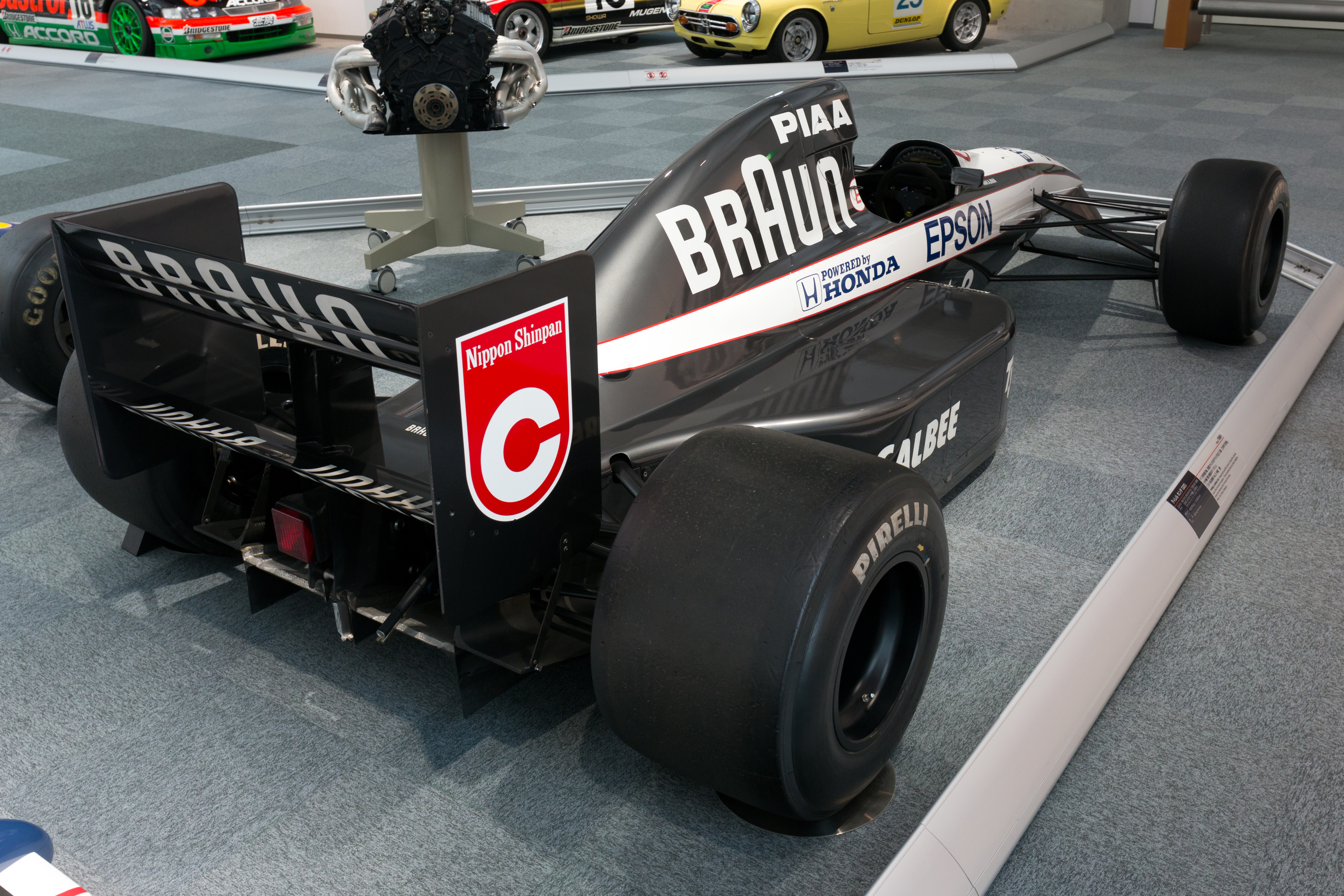
L'arrière de la Tyrrell 020 de Nakajima.

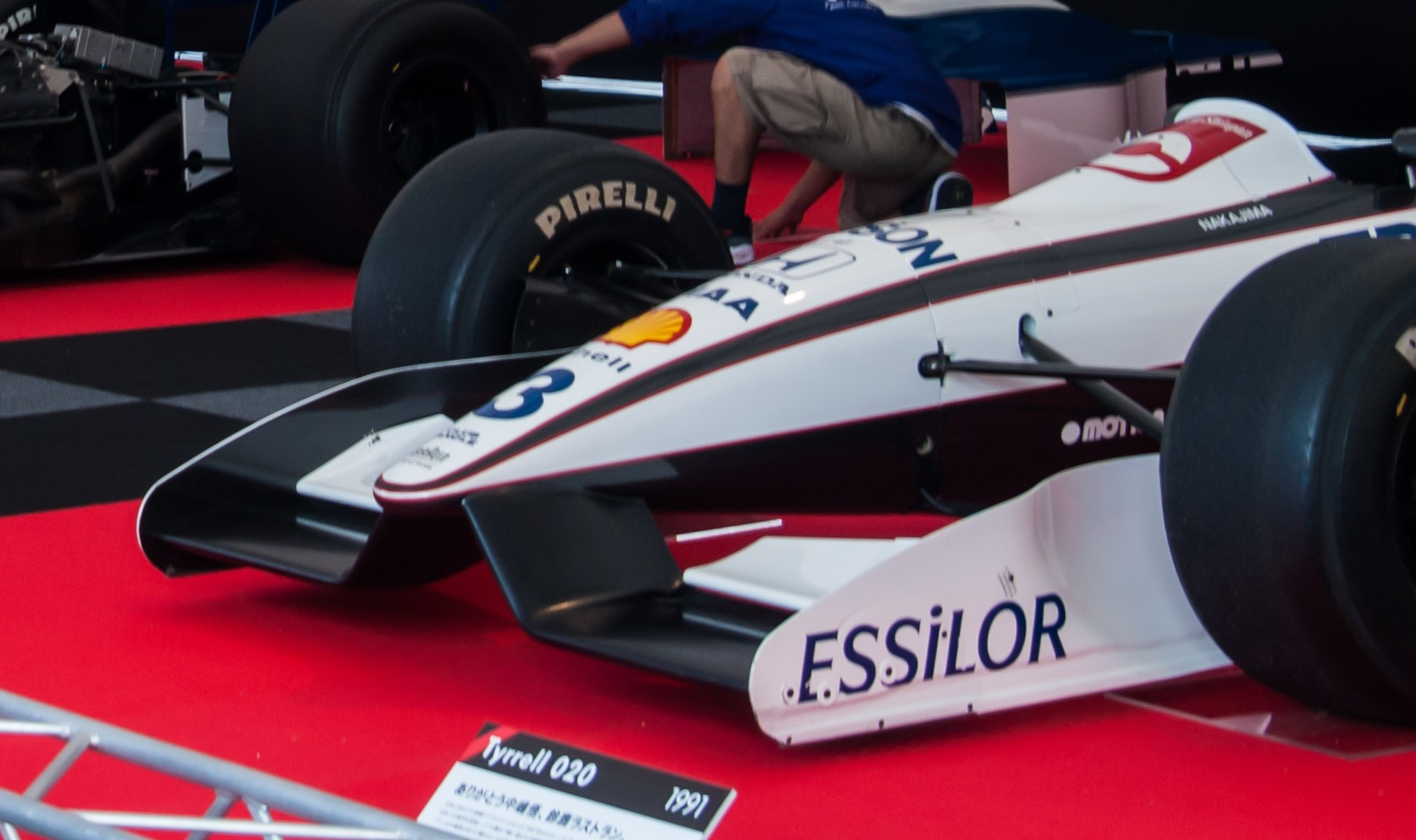
L'aileron avant de la Tyrrell 020 de Nakajima.

En 1991, Tyrrell est soutenue par l'entreprise allemande Braun, spécialisée dans l'électroménager. Elle voit en outre l'arrivée de Rupert Manwaring en tant que directeur sportif, remplaçant ainsi Joan Villadelprat.
La saison commence au Grand Prix des États-Unis, lors duquel Stefano Modena et Satoru Nakajima terminent quatrième et cinquième, après avoir connu plusieurs difficultés lors des essais : malgré la casse d'un moteur pour Modena et une sorie de piste pour Nakajima, les deux pilotes se qualifient en onzième et seizième positions.
Les trois manche suivantes s'avèrent plus délicates pour l'écurie britannique : si la Tyrrell 020 se montre de plus en plus performante en qualifications, la fiabilité de la monoplace de Modena et les erreurs de pilotes de Nakajima causent trois doubles abandons successifs. Pourtant, à Monaco, le pilote italien profite de la bonne tenue de route de sa voiture, de la souplesse de son moteur Honda et de la qualité de ses pneumatiques Pirelli pour réaliser la meilleure performance de sa carrière en se qualifiant en deuxième position, juste derrière Ayrton Senna. En course, Modena suit le rythme de Senna jusqu'à ce qu'il se retrouve dans le peloton des pilotes attardés, où il perd du temps face au Brésilien. Au quarante-troisième tour, son moteur casse à la sortie du tunnel,,.
En marge du Grand Prix du Canada, le directeur technique Harvey Postlethwaite quitte la direction technique de l'écurie, remplacé par George Ryton, et part chez Mercedes-Benz, qui s'apprête à intégrer la Formule 1 avec l'écurie d'endurance Sauber. Lors de cette manche, Modena s'illustre à nouveau : qualifié en neuvième position, il double quelques concurrents et profite des abandons de Senna et d'Alain Prost pour terminer deuxième, derrière Nelson Piquet, réalisant sa meilleure performance de sa carrière en Formule 1,,.
À mi-saison, lors du Grand Prix d'Allemagne, Satoru Nakajima, âgé de 38 ans, annonce son retrait de la Formule 1 à l'issue du championnat, afin de consacrer plus de temps à sa famille. Ken Tyrrell, le propriétaire de l'écurie, songe à le remplacer par Allan McNish ou par Michael Schumacher, dont la présence chez Tyrrell pourrait permettre de prolonger le soutien de Braun, le commanditaire principal de l'écurie. Lors de cette épreuve, où il devance pour la seule fois de la saison son équipier en qualifications en s'élançant de la treizième place, abandonne sur un problème de boîte de vitesses.
C'est seulement lors de l'avant-dernière manche du championnat, au Japon, que Tyrrell retrouve les points, dans un contexte difficile : Braun a décidé de ne pas renouveler son partenariat avec l'écurie britannique, qui, en outre, ne bénéficiera pas du Honda en 1992 : le constructeur nippon estimant que Tyrrell n'exploite pas tout son potentiel et préfère désormais équiper l'écurie Footwork Racing en blocs Mugen-Honda. En course, Modena termine sixième après être parti quatorzième, tandis que Nakajima, élancé depuis la quinzième place, abandonne au trente-deuxième tour à la suite de la casse de la nouvelle suspension montée sur la 020.
À la fin de la saison, Tyrrell Racing se classe sixième du championnat du monde des constructeurs avec douze points. Stefano Modena termine huitième du championnat du monde des pilotes, avec dix points, tandis que Satoru Nakajima est quinzième, avec deux points.

## Résultats en championnat du monde de Formule 1
| Saison | Écurie              | Moteur           | Pneumatiques | Pilotes         | Courses | Courses | Courses | Courses | Courses | Courses | Courses | Courses | Courses | Courses | Courses | Courses | Courses | Courses | Courses | Courses | Points inscrits | Classement |
| Saison | Écurie              | Moteur           | Pneumatiques | Pilotes         | 1       | 2       | 3       | 4       | 5       | 6       | 7       | 8       | 9       | 10      | 11      | 12      | 13      | 14      | 15      | 16      | Points inscrits | Classement |
| ------ | ------------------- | ---------------- | ------------ | --------------- | ------- | ------- | ------- | ------- | ------- | ------- | ------- | ------- | ------- | ------- | ------- | ------- | ------- | ------- | ------- | ------- | --------------- | ---------- |
| 1991   | Braun Tyrrell Honda | Honda V10 RA101E | Pirelli      |                 | USA     | BRÉ     | SMR     | MON     | CAN     | MEX     | FRA     | GBR     | ALL     | HON     | BEL     | ITA     | POR     | ESP     | JAP     | AUS     | 12              | 6e         |
| 1991   | Braun Tyrrell Honda | Honda V10 RA101E | Pirelli      | Satoru Nakajima | 5e      | Abd     | Abd     | Abd     | 10e     | 12e     | Abd     | 8e      | Abd     | 15e     | Abd     | Abd     | 13e     | 17e     | Abd     | Abd     | 12              | 6e         |
| 1991   | Braun Tyrrell Honda | Honda V10 RA101E | Pirelli      | Stefano Modena  | 4e      | Abd     | Abd     | Abd     | 2e      | 11e     | Abd     | 7e      | 13e     | 12e     | Abd     | Abd     | Abd     | 16e     | 6e      | 10e     | 12              | 6e         |

Légende : ici 